# Chuột chù Hill
Chuột chù Hill, tên khoa học Crocidura hilliana, là một loài động vật có vú trong họ Chuột chù, bộ Soricomorpha. Loài này được Jenkins & Smith miêu tả năm 1995. Chúng được tìm thấy ở Lào và Thái Lan.